# Carevinsko vijeće
Carevinsko vijeće (njem.: Reichsrat, slo.: Državni zbor, češ.: Říšská rada, polj.: Rada Państwa, ukr.: Райхсрат, Державна рада) je bio parlament austrijskog dijela Austro-Ugarske (Cislajtanije) od 1861. do 1918. Bio je dvodomnim parlamentom. Sastojao se od Gospodskog doma (Herrenhaus) i Zastupničkog doma (Abgeordnetenhaus).
Prvotno je savjetodavno tijelo austrijske krune uspostavljeno ustavom 1849. Značenje parlamenta (uglavnom savjetodavnog obilježja) stječe Veljačkim patentom 1861. Carevinsko vijeće činili su Gornji ili Velikaški (Herrenhaus) i Donji ili Zastupnički dom (Abgeordnetenhaus). Iste godine osnovano je i zasebno Carevinsko vijeće za austrijske krunske zemlje. Od 1867. do 1918. Carevinsko vijeće je zajednički dvodomni parlament cijeloga austrijskoga dijela države (Cislajtanija). U njegovu radu sudjelovali su i zastupnici iz austrijskih krunskih zemalja Istre i Dalmacije.
Carevinsko je vijeće uspostavljeno Veljačkim patentom. Izbori su vršeni preko sustava kurija. Po ovom se je sustavu biralo 343 zastupnika u krunskim zemljama. Sabori krunskih zemalja birali su zastupnike iz četiri kurije, koje su predstavljale društvene slojeve: zemljoposjednička, kurija gradova, trgovinske komore i sela. Svaka kurija je potom birala određeni broj zastupnika u sabore, koji su potom birali zastupnike za Carevinsko vijeće.
Za biti dijelom gradske kurije i seoske kurije, birač je smio biti osoba koja je godišnje plaćala najmanje deset guldena izravnog poreza (do 1882. 5 guldena). Ugarska je odbila ovaj sustav i s Listopadskom diplomom nikad nije poslala zastupnike u Vijeće. Veljački je patent suspendiran 1865. godine.

## Izbori
- izbori za Carevinsko vijeće 1897.
- izbori za Carevinsko vijeće 1901.
- izbori za Carevinsko vijeće 1907.
- izbori za Carevinsko vijeće 1911.